# Ernst von Niebelschütz
Ernst von Niebelschütz (25. února 1879 – 12. února 1946) byl německý historik umění a novinář.

## Životopis
Byl zástupcem zemského konzervátora v pruské provincii Sasko. Jeho vědeckou pozůstalost ochovává saský zemský archiv.
Jeho synem byl spisovatel Wolf von Niebelschütz.

## Dílo
- 1929: Magdeburg, Berlín: Deutscher Kunstverlag
- 1931: Halberstadt, Berlín: Deutscher Kunstverlag
- 1939: Der Harz, ein Kernland deutscher Kunst, Berlín: Deutscher Kunstverlag
- 1948: Klosterkirche Weingarten, Berlín: Deutscher Kunstverlag
- 1949: Das Kaiserhaus in Goslar (Große Baudenkmäler, sešit 119), Berlín: Deutscher Kunstverlag